# Сармишсай
Сармишсай (Сармышсай, Сармыш) — урочище в Навоийской области Узбекистана. Природно-археологический памятник, известный петроглифическими изображениями и редкими видами флоры и фауны.

## Археологические находки и природа
В Сармишсае, расположенном на южном склоне Нуратинского хребта в 30—40 км северо-восточнее Навои, обнаружено свыше 200 археологических объектов, включая могильники, курганы, остатки поселений и мастерские по обработке кремня, однако наибольший интерес представляют наскальные изображения; в ущелье длиной 2,5 км, представляющем собой центральную часть комплекса Сармишсай, найдены свыше 5000 (по некоторым данным — свыше 10 000) петроглифических изображений. Рисунки сосредоточены преимущественно на чёрных скалах в центральной части ущелья, практически на каждой ровной поверхности, иногда по несколько изображений на одном камне.
Большинство обнаруженных изображений датируется бронзовым веком (3000—900 лет до н. э.), но встречаются также петроглифы, относящиеся с одной стороны к энеолиту (4000—3000 лет до н. э.), неолиту (6000—4000 лет до н. э.) и мезолиту (15 000—6000 лет до н. э.), а с другой — к сако-скифскому периоду (900—100 лет до н. э.) и Средним векам (до 1500 года н. э.). Самые ранние петроглифы Сармишсая датируются приблизительно 9000 лет до н. э., а наиболее поздние включают уже не только рисунки, но и тексты, записанные арабской вязью и повествующие о жизни дервишей. В число древнейших входят изображения туров, выполненные в «битреугольном» стиле, характерном для верхнего палеолита, другие ранние стили включают орнаментально-ажурный и контурный силуэтный. Среди петроглифов — изображения людей и животных (в том числе уже исчезнувших в этой местности), сцены охоты, повседневного труда. Популярным сюжетом является контур пятипалой руки.
Исследования наскальных рисунков в урочище Сармишсай началось в середине XX века с экспедиции Махандарьинского отряда под руководством Я. Г. Гулямова. Документация изображений Сармишсая была продолжена местными исследователями Дж. Кабировым и Б. С. Шалатониным, а с 1987 года исследования в этом районе вёл представитель Института археологии Мухиддин Хужаназаров. По материалам экспедиций и долгосрочных исследований опубликованы статьи и авторские книги.
Сармишсай также является важным природным объектом: на его территории зарегистрировано 650 видов растений, из которых 27 эндемичных. Из животных, встречающихся в Сармишсае, в Красную книгу Узбекистана занесены среднеазиатская кобра, чёрный гриф и кызылкумский горный баран.

## Охранный статус
Сармишсай — крупнейшее сосредоточение наскальных изображений в Узбекистане. Согласно заявке на статус памятника всемирного наследия ЮНЕСКО, ценность этого объекта соответствует ценности петроглифических ландшафтов Тамгалы в Казахстане и Саймалуу-Таш в Киргизии. Заявка была подана в 2008 году, однако статус памятника всемирного наследия ещё не присвоен.
В 2004 году хокимият Навоийской области присвоил Сармишсаю статус историко-культурного и природно-ландшафтного музея-заповедника. Площадь охраняемой территории составляет 5000 га (филиал Государственного музея истории и культуры Навоийской области).
В Сармишсае проводятся систематические консервационные работы. Прямые консервационные работы включают структурное закрепление несущих каменных поверхностей, снятие покрасок (туристы часто пишут свои имена аэрозольными красками прямо на скалах) и мастиковку, косвенные — предотвращение и нейтрализацию причин разрушения пород с помощью установки карнизов и козырьков, водостоков, обустройства обходных пешеходных тропинок и смотровых площадок, предназначенных для минимизации человеческого контакта с изображениями. Памятник также приходится охранять от вандализма и попыток отбить и похитить наиболее ценные изображения. Прокладка пешеходных маршрутов, с которых запрещено сходить, также обеспечивает сохранность местной флоры, ряд видов которой внесён в Красную книгу.